# Sonia O'Sullivan
Sonia O'Sullivan (Cobh, 28 novembre 1969) è un'ex mezzofondista e maratoneta irlandese, più volte a medaglia in manifestazioni internazionali di atletica leggera.

## Biografia
Atleta dalla lunga carriera, tra le sue 11 medaglie internazionali spiccano i tre titoli di campionessa europea colti su tre distanze diverse, con doppietta 5-10000 m piani a Budapest 1998, e naturalmente il titolo mondiale conquistato a Göteborg 1995. Detiene il primato europeo dei 2000 metri piani con il tempo di 5'25''36 stabilito l'8 Luglio del 1994 ad Edimburgo

## Record nazionali

### Seniores
- 1 000 metri piani: 2'34"66 ( Villeneuve-d'Ascq, 2 luglio 1993)
- 1 500 metri piani: 3'58"85 ( Monaco, 25 luglio 1995)
- Miglio: 4'17"25 ( Oslo, 22 luglio 1994)
- 2 000 metri piani: 5'25"36 ( Edimburgo, 8 luglio 1994)
- 3 000 metri piani: 8'21"64 ( Londra, 15 luglio 1994)
- 2 miglia: 9'19"56 ( Cork, 27 giugno 1998)
- 5 000 metri piani: 14'41"02 ( Sydney, 25 settembre 2000)
- 5 000 metri piani indoor: 15'17"28 ( Boston, 26 gennaio 1991)
- 10 000 metri piani: 30'47"59 ( Monaco di Baviera, 6 agosto 2002)

## Palmarès
| Anno | Manifestazione             | Sede        | Evento         | Risultato  | Prestazione | Note                          |
| ---- | -------------------------- | ----------- | -------------- | ---------- | ----------- | ----------------------------- |
| 1991 | Universiade                | Sheffield   | 1500 m piani   | Oro        | 4'12"14     |                               |
| 1991 | Universiade                | Sheffield   | 3000 m piani   | Argento    | 8'56"55     |                               |
| 1992 | Mondiali di cross          | Boston      | Corsa seniores | 7ª         | 21'37"      |                               |
| 1992 | Giochi olimpici            | Barcellona  | 1500 m piani   | Semifinale | 4'06"24     |                               |
| 1992 | Giochi olimpici            | Barcellona  | 3000 m piani   | 4ª         | 8'47"41     |                               |
| 1993 | Mondiali                   | Stoccarda   | 1500 m piani   | Argento    | 4'03"48     |                               |
| 1993 | Mondiali                   | Stoccarda   | 3000 m piani   | 4ª         | 8'33"38     |                               |
| 1994 | Europei                    | Helsinki    | 3000 m piani   | Oro        | 8'31"84     |                               |
| 1995 | Mondiali                   | Göteborg    | 5000 m piani   | Oro        | 14'46"47    | Record dei campionati         |
| 1996 | Giochi olimpici            | Atlanta     | 1500 m piani   | Batteria   | 4'19"77     |                               |
| 1996 | Giochi olimpici            | Atlanta     | 5000 m piani   | Finale     | dnf         |                               |
| 1997 | Mondiali di cross          | Torino      | A squadre      | Bronzo     | 64 p.       |                               |
| 1997 | Mondiali indoor            | Parigi      | 3000 m piani   | Argento    | 8'46"19     | Record nazionale              |
| 1997 | Mondiali                   | Atene       | 1500 m piani   | 8ª         | 4'07"81     |                               |
| 1997 | Mondiali                   | Atene       | 5000 m piani   | Batteria   | 15'40"82    |                               |
| 1998 | Mondiali di cross          | Marrakech   | Corsa breve    | Oro        | 12'20"      |                               |
| 1998 | Mondiali di cross          | Marrakech   | Corsa lunga    | Oro        | 25'39"      |                               |
| 1998 | Europei                    | Budapest    | 5000 m piani   | Oro        | 15'06"50    |                               |
| 1998 | Europei                    | Budapest    | 10000 m piani  | Oro        | 31'29"33    |                               |
| 2000 | Mondiali di cross          | Vilamoura   | Corsa breve    | 15ª        | 13'23"      |                               |
| 2000 | Mondiali di cross          | Vilamoura   | Corsa lunga    | 7ª         | 26'20"      |                               |
| 2000 | Giochi olimpici            | Sydney      | 5000 m piani   | Argento    | 14'41"02    | Record nazionale              |
| 2000 | Giochi olimpici            | Sydney      | 10000 m piani  | 6ª         | 30'53"37    |                               |
| 2001 | Mondiali indoor            | Lisbona     | 1500 m piani   | 9ª         | 4'19"40     |                               |
| 2001 | Mondiali indoor            | Lisbona     | 3000 m piani   | 7ª         | 8'44"37     | Miglior prestazione personale |
| 2002 | Mondiali di cross          | Dublino     | Corsa breve    | 7ª         | 13'55"      |                               |
| 2002 | Mondiali di cross          | Dublino     | A squadre      | Bronzo     | 85 p.       |                               |
| 2002 | Europei                    | Monaco      | 5000 m piani   | Argento    | 15'14"85    |                               |
| 2002 | Europei                    | Monaco      | 10000 m piani  | Argento    | 30'47"59    | Record nazionale              |
| 2002 | Mondiali di mezza maratona | Bruxelles   | Individuale    | 14ª        | 1h10'04"    | Miglior prestazione personale |
| 2003 | Mondiali                   | Saint-Denis | 5000 m piani   | 15ª        | 15'36"62    |                               |
| 2004 | Giochi olimpici            | Atene       | 5000 m piani   | 14ª        | 16'20"90    |                               |
| 2004 | Mondiali di mezza maratona | Nuova Delhi | Individuale    | 4ª         | 1h10'33"    |                               |

## Campionati nazionali
1996
- Oro ai campionati irlandesi, 1500 m piani - 4'15"24

1998
- Oro ai campionati irlandesi, 5000 m piani - 15'20"16

2000
- Oro ai campionati irlandesi, 1500 m piani - 4'09"37
- Oro ai campionati irlandesi, 800 m piani - 2'04"71

2002
- Oro ai campionati irlandesi, 5000 m piani - 15'20"11
- Oro ai campionati irlandesi, 800 m piani - 2'04"91

2003
- Oro ai campionati irlandesi, 5000 m piani - 15'20"68

2004
- Bronzo ai campionati irlandesi, 1500 m piani - 4'22"58
- Bronzo ai campionati irlandesi, 800 m piani - 2'07"74

2007
- Argento ai campionati irlandesi, 5000 m piani - 16'34"17

## Altre competizioni internazionali
1992
- Argento all'ISTAF Berlin ( Berlino), 5000 m piani - 14'59"11
- Oro al Memorial Van Damme ( Bruxelles), 3000 m piani - 8'41"86
- 5ª all'Herculis ( Monaco), 1500 m piani - 4'01"93

1993
- Argento alla Grand Prix Final ( Londra), miglio - 4'24"97
- Oro alla Grand Prix Final ( Londra), 3000 m piani - 8'38"12
- Oro all'ISTAF Berlin ( Berlino), 5000 m piani - 14'45"92
- Oro al Memorial Van Damme ( Bruxelles), 3000 m piani - 8'30"86
- Argento all'Herculis ( Monaco), 1500 m piani - 3'59"60

1994
- Oro alla Grand Prix Final ( Parigi), 5000 m piani - 15'12"94
- Oro ai London Anniversary Games ( Londra), 3000 m piani - 8'21"64
- Oro ai Bislett Games ( Oslo), miglio - 4'17"25
- Bronzo al Memorial Van Damme ( Bruxelles), 1500 m piani - 4'05"07

1995
- Oro alla Grand Prix Final ( Monaco), 3000 m piani - 8'39"94
- Oro all'ISTAF Berlin ( Berlino), 5000 m piani - 14'41"40
- Oro ai Bislett Games ( Oslo), 3000 m piani - 8'34"31
- Oro all'Herculis ( Monaco), 1500 m piani - 3'58"85

1996
- Oro al Golden Gala ( Roma), 5000 m piani - 14'54"75
- Oro al Prefontaine Classic ( Eugene), 3000 m piani - 8'39"33
- Oro ai Bislett Games ( Oslo), 1500 m piani - 3'59"51

1997
- Oro al Prefontaine Classic ( Eugene), 1500 m piani - 4'06"35

1998
- 5ª alla Grand Prix Final ( Mosca), 3000 m piani - 9'03"22
- Oro in Coppa del mondo ( Johannesburg), 5000 m piani - 16'24"52

2000
- Oro alla Grand Prix Final ( Doha), 3000 m piani - 8'52"01
- Bronzo al Meeting de Paris ( Parigi), 3000 m piani - 8'36"96

2002
- 11ª alla Maratona di New York ( New York) - 2h32'06"
- Oro alla Flora Light Challenge for Women ( Londra), 5 km - 14'56"
- Argento al Prefontaine Classic ( Eugene), 3000 m piani - 8'39"88

2004
- Oro alla Great Manchester Run ( Manchester) - 32'12"

2005
- 8ª alla Maratona di Londra ( Londra) - 2h29'01"

2006
- 14ª alla Maratona di New York ( New York) - 2h42'05"

2007
- Bronzo al Melbourne Track Classic ( Melbourne), 5000 m piani - 16'04"39

2008
- 21ª alla Maratona di Boston ( Boston) - 2h52'50"

## Riconoscimenti
- Atleta europea dell'anno (1995)